# Wiaczesław Nazaruk
Wiaczesław Michajłowicz Nazaruk (ros. Вячесла́в Миха́йлович Назару́к ur. 4 marca 1941 w Moskwie, zm. 28 stycznia 2023 tamże) – radziecki animator-scenograf, dyrektor artystyczny filmów animowanych. Laureat Nagrody Państwowej ZSRR (1985).
W animacji współpracował m.in. z takimi reżyserami jak: Dmitrij Babiczenko, Anatolij Rieznikow i Oleg Czurkin. Brał udział w tworzeniu filmów rysunkowych i lalkowych. Członek Międzynarodowej Akademii Pedagogicznej (2004). Kawaler Orderu Synergia (2004). Jako artysta zilustrował ponad 100 książek.

## Wybrana filmografia
- 1974: Mały szop
- 1979: Dom dla lamparta
- 1981: Kot Leopold. Skarb Kota Leopolda
- 1981: Kot Leopold. Telewizor Kota Leopolda
- 1981: Mamucia mama
- 1981: Raz kowboj, dwa kowboj
- 1982: Kot Leopold. Wyprawa Kota Leopolda
- 1982: Kot Leopold. Urodziny Kota Leopolda
- 1983: Kot Leopold. Lato Kota Leopolda
- 1984: Kot Leopold na jawie i we śnie
- 1986: Kot Leopold. Kot Leopold w przychodni
- 1987: Kot Leopold. Samochód Kota Leopolda

## Nagrody i odznaczenia
- 1985: Nagroda Państwowa ZSRR – za serię filmów animowanych o Kocie Leopoldzie.
- 2004: Kawaler Orderu Synergia
- 2016: XIII Międzynarodowy Festiwal Charytatywny „Promienny Anioł” – w nominacji „Za wybitny wkład w ojczyźniany kinematograf” –  nagroda specjalna Dyrekcji Festiwalu Filmowego[2].